# خطاب (اسم)
خطاب هو اسم علم مذكر من أصل عربي، ومعناه هو صيغة مبالغة من خاطب، الكثير لخطاب، والخطاب المتصرف في الخطبة، والكثير الخطبة.

## شخصيات تحمل الاسم
- خطاب الماردي
- خطاب بن الحارث (صحابي من السابقين الأولين)
- خطاب بن نفيل

## وصلات خارجية
- موسوعة السلطان قابوس لأسماء العرب نسخة محفوظة 5 أبريل 2019 على موقع واي باك مشين.